# Blond
|  | Blond er også navnet på en svensk gruppe, se Blond (gruppe). |
Blond er en hårfarve karakteriseret af en lav mængde af mørkt pigment (eumelanin). Den resulterende synlige nuance afhænger af forskellige faktorer, men har altid en form for gullig farve. Farven kan være fra meget bleg blond (forårsaget af den fragmentariske knappe fordeling af pigment) til rødlige "jordbær"-blonde farver eller gylden-brunlige ("sandede") blonde farver (sidstnævnte med mere eumelanin). 
Genetisk blondt hår er mest almindeligt i Europa. Nordlige lande har generelt en højere forekomst af blond hår end sydeuropæiske lande. Uden for Europa forekommer blondt hår også hos efterkommere af europæere i Amerika, Australien og i New Zealand. Blondt hår findes også blandt nogle berber-stammer i Nordafrika. 
Aboriginerne har også høje forekomster af genetiske lyshårede, primært i den centrale vestlige del af Australien og dertil på diverse ø-grupper som Salomonøerne og Vanuatu.

## Forskellige underkategorier
Da blond i dansk sprogbrug ikke dækker en entydig farveskala, er der sprogligt udviklet en række underrubriceringer af forskellige typer for blond hår.
På dansk ses betegnelserne askeblond, gyldenblond, kommuneblond (dog overvejende mest almindeligt i formen kommunefarvet), lysblond, mellemblond, mørkeblond (der synes ikke at være nogen klart defineret grænse/overgang mellem mørkeblond og (lys)brunt hår), platinblond og rødblond at være benyttet til at beskrive forskellige nuancer af blond hår. Udtrykket kastanjeblond ses derimod kun at være benyttet ganske sjældent på dansk.

## Evolution af blondt hår
Naturligt lysere hårfarver findes oftest i Europa og til en mindre grad i andre områder. I nordeuropæiske befolkninger er forekomsten af blondt hår meget hyppig. Hårfarvegenet MC1R har mindst syv varianter i Europa, og giver kontinentet en bred vifte af hår- og øjenfarver. Baseret på den seneste genetiske forskning, er tidspunktet for den genetiske mutation, der resulterede i blondt hår i Europa blevet isoleret til omkring 11.000 år siden under den sidste istid. En typisk forklaring findes i at lyst hår er relateret til kravet om D-vitamin-syntese, og Nordeuropa har sæsonbestemt mangel på sollys. Lysere hud skyldes en lav koncentration i pigmentering, hvilket kræver mindre sollys til at udløse produktionen af vitamin D. På den måde opstod højere frekvenser af lyst hår på de nordlige breddegrader som et resultat af den lyse huds tilpasning til lavere niveauer af sollys, hvilket reducerer forekomsten af rakitis forårsaget af vitamin D-mangel. 
En alternativ hypotese hævder blondt hår udviklede sig meget hurtigt i et bestemt område i slutningen af den sidste istid ved hjælp af seksuel selektion. Udseendet med blond hår og blå øjne i nogle nord-europæiske kvinder hjalp dem med at skille sig ud fra deres rivaler i en tid med hård konkurrence om få mænd.
Nogle forskere har fremsat hypotesen, at blondt hår har udviklet sig mere end én gang. Hypotesen blev offentliggjort i maj 2012 i magasinet Science. En anden undersøgelse af blonde folk fra Salomonøerne i Melanesien fandt, at en aminosyreændring i genet TYRP1 producerede blond hår.

## Geografisk Distrubtion

### Europa
Blond hår er mest almindelig i Skandinavien og i de baltiske lande. Pigmenteringen af både hår og øjne er lysets omkring de baltiske lande, og mørkheden stiger gradvist omkring denne region, som man går mod syd. I Frankrig er blond hår mere almindeligt i Normandiet og mindre almindeligt sydpå langs middelhavskysten. 26% af Frankrigs befolkning har blond eller lysbrunt hår. I det nordlige Spanien har 17% af befolkningen blond hår, mens I det sydlige Spanien har kun 2% af befolkningen blond hår.

### Afrika
Blond hår er almindeligt til en mindre grad blandt berbere i Nordafrika, mest omkring regionerne Rif og Kabyle. Frekvensen varierer fra 1% blandt Jerban-berbere til 11% blandt Kabyle-berbere. Der findes til en grad blond hår blandt hvide i Sydafrika, af enten britisk eller hollandsk afstamning.

### Amerika
USA, Canada, Argentina og Uruguay er de eneste lande i Amerika med store majoriteter af hvide af europæisk oprindelse.[kilde mangler] På grund af dette er det også i disse lande, at man finder en større populationsandel af naturlige blonde end i andre amerikanske lande. Der er til en lavere grad forekomst af naturlig blond hår i en række andre lande i Amerika, som Brasilien, Cuba, Chile, Puerto Rico og Costa Rica.[kilde mangler]

## Relation til alder
Blond hår er mere almindeligt blandt lyshudede børn, så meget at termen "baby blond" er ofte brugt om meget lyst blond hår. Blond hår har tendens til at blive mørkere med alderen, og mange børns blonde hår bliver lyst, mørkebrun eller sort før eller i løbet af deres voksne år. Siden blond hår har en tendens til at blive brunt med alderen, er naturlige blond sjældent forekommende og udgør cirka 2 % af jordens befolkning.

## Kulturel opfattelse
I moderne populærkultur er det ofte en stereotypi, at mænd finder blonde kvinder mere attraktive. En mere negativ stereotyp er at blonde er mindre intelligente, hvilket har ledt til jokes omkring blondiner. I den nordiske mytologi har gudinden Sif blondt hår. Elvere og feer var ofte portrætteret med blondt hår i eventyr.
I visse former for raceteori er blond hår tidligere blevet udlagt som en positiv og definerende egenskab ved forskellige menneskegrupper eller racer.[kilde mangler] Denne holdning så nok sin mest udprægede form i Nazi-Tyskland. Et sådan syn på blond hår anses af de fleste i vore dage som uvidenskabeligt.[kilde mangler]